# Tritono

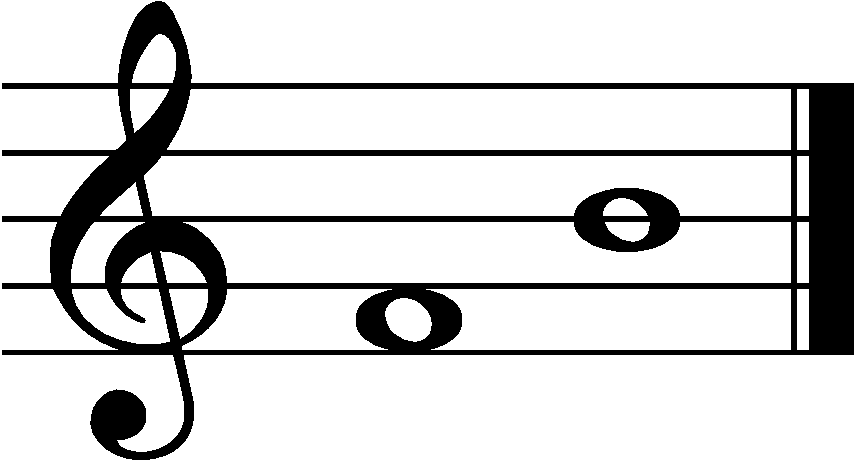
Intervallo di quarta aumentata Fa - Si

Il tritono (o trìtono s. m. [dal gr. τρίτονος «di tre toni»]) è un intervallo musicale specifico, che distanzia una nota dall'altra di 3 toni interi (o di 6 semitoni). E nonostante, nella teoria musicale, possa essere scelto partendo da qualsiasi posizione della scala, ogni intervallo d'ottava è composto da 2 tritoni, che dividono esattamente l'ottava a metà (ognuno con 6 dei 12 semitoni).
Il tritono è conosciuto anche come intervallo di quinta diminuita o di quarta aumentata (o eccedente), in base alla posizione assunta nel pentagramma. Infatti, se usato con scale non temperate, il suono in senso melodico e armonico del tritono, tende fortemente a risolvere verso i gradi vicini, ma "contrapposti": ovvero, poggiandosi sulla terza, se l'intervallo è di quinta diminuita, oppure sulla sesta, se è di quarta aumentata. 
Il fatto più interessante è che, se un tritono viene ripetuto ciclicamente, l'orecchio umano (anche quello più esperto) rimane confuso, e non è più in grado di capire se l'intervallo sia in effetti ascendente o discendente, generando così l'omonimo paradosso (similmente all'intervallo d'ottava). 

## Storia
A partire dal XVIII secolo, l'intervallo tritono (di tre toni), che è considerato sicuramente una delle maggiori dissonanze della scala diatonica, è stato chiamato anche "diabolus in musica ". 
Tuttavia, la credenza che fosse nominato così anche in tempi più antichi (ad esempio, nella frase “mi contra fa est diabolus in musica”, detta in epoca medioevale da Guido d'Arezzo, ma parlando d'altro), oppure che addirittura il suo utilizzo fosse stato bandito dalle autorità ecclesiastiche fin dal medioevo (benché la spiccata contrarietà verso le dissonanze in musica), non sembra essere supportata da alcuna fonte autorevole. 
Spesso, è conosciuto (anche in ambito del conservatorio) come "intervallo del diavolo ", dalla famosa sonata del Tartini "Il trillo del diavolo " ; più volte ripreso anche dal chitarrista statunitense Jimi Hendrix (circa 200 anni dopo), all'inizio del brano Purple Haze, ma anche come "trillo" in vari suoi assoli dal vivo (soprattutto) e non. Tuttavia, diversi autori hanno composto, usato e suonato questo intervallo (da Beethoven a Liszt, da Saint-Saens a Bernstein, e altri), in vari brani musicali e composizioni dai toni di tormento, angoscia, inferno, in tutta la storia della musica, anche quella moderna (soprattutto il jazz) e contemporanea, con intenzioni meno angoscianti, ma di semplice "sospensione". Addirittura, alcune sirene di allarme, tipo quella dei vigili del fuoco e della polizia, usano questo intervallo tonale, particolarmente riconoscibile. 
Il termine tritono potrebbe confondere i meno esperti di musica e far pensare che si tratti di un suono triplo o di un accordo composto da tre toni; ma così non è. Tuttavia sembra essere conosciuto anche come "accordo del male " (forse se riferito erroneamente ad un accordo di tre note).

## Ipotesi
Ogni intervallo d'ottava è composto da due tritoni, che dividono esattamente l'ottava a metà. Per questo motivo, è possibile anche avanzare l'ipotesi che, l'intervallo di ottava non sia una scala musicale, com'è da sempre stata definita a causa della perfetta consonanza di questo intervallo, ma che sia in effetti l'insieme di due scale musicali finite, costituite rispettivamente dal primo e dal secondo tritono che compongono l'ottava, ma dove ognuna viene sviluppata su una diversa "pendenza" di temperamento, dei 6 semitoni di cui è composto ogni tritono. Solo in questo modo è possibile mantenere consonanti e musicali, tutti i vari gradi presenti nell'ottava, come siamo abituati ad utilizzarli nel "nostro" modo di fare musica.
In effetti, la scala costruita sul circolo delle quinte (ad esempio), non coincide mai col resto dei toni (se non solamente con gli intervalli di quinta e di ottava), a meno ché non venga "addomesticata", come è stato fatto (ad esempio) con la scala pitagorica, che però è stata sostituita (anche questa, come le altre scale), con la scala temperata: una sorta di compromesso matematico-logico-commerciale, che in effetti toglie molta della naturale musicalità alla musica.

## Sostituzione di tritono
Nella musica jazz la sostituzione di tritono consiste nel sostituire, normalmente nell'ambito di una progressione II-V-I, un accordo di settima di dominante (che può anche comparire con la quinta e/o la nona alterate) con un altro accordo di settima avente la fondamentale distante tre toni dalla fondamentale dell'accordo che viene sostituito.
Per esempio in Do maggiore l'accordo di dominante è il Sol7, che può essere sostituito dal suo tritono Re♭7.
Le ragioni alla base di questa sostituzione sono diverse:
- La principale sta nell'osservare che i due accordi hanno la stessa terza e settima, ma in ordine inverso (nell'esempio Sol-Si-Re-Fa e Re♭-Fa-La♭-Si) e il terzo e il settimo grado di un accordo sono considerati molto caratterizzanti.
- La fondamentale e la quinta nell'accordo sostituito (nell'esempio, Sol e Re) sono rispettivamente la quarta aumentata e la nona minore (ottava aumentata) dell'accordo di rimpiazzo, e la stessa relazione vale per la fondamentale e la quinta di quest'ultimo rispetto al precedente.
- Se uno dei due accordi è alterato (con quinta e nona aumentate o con quinta aumentata e nona bemolle) si può usare – melodicamente – la stessa scala (lidia aumentata) su entrambi gli accordi, ad esempio:

| Scala Lidia Aumentata | Sol7alt.(+5+9) | Re♭7    |
| Si                    | 3              | ♭7      |
| Do♯                   | +4 (♭5)        | tonica  |
| Re♯                   | +5             | 9       |
| Mi♯ (Fa)              | ♭7             | 3       |
| Fa♯♯ (Sol)            | tonica         | +4 (♭5) |
| Sol♯                  | ♭9             | 5       |
| La♯                   | 9              | 6 (13)  |

- La sostituzione nella cellula II-V-I permette al basso di eseguire la progressione Re-Re♭-Do ad intervalli discendenti di un semitono, che è molto comune.

Questa sostituzione è diventata così frequente nel jazz moderno che viene spesso effettuata anche su accordi di dominante che non compaiono nel contesto di una progressione II-V-I.

## Paradosso del tritono
Il paradosso del tritono è un fenomeno studiato dalla psicologa Diana Deutsch nel 1986. Consiste nell'emissione di due note che distano di un tritono equivalente a mezza ottava. Questa ripetizione ciclica inganna l'orecchio anche di musicisti esperti che non riconoscono se la sequenza è ascendente o discendente. Esistono anche altri tipi di illusioni uditive studiate da Diane Deutsch come la Scala Shepard o altre.